# ヤマハ・TZM
TZM（ティゼットエム）とは、嘗てヤマハ発動機が開発し、製造及び販売していたオートバイであり、シリーズ車種として排気量別に生産されていた。
「TZM」の「T」は、元来ヤマハ社内で2ストロークを意味している記号であり、「Z」は、水冷を意味する。「M」は、"モディファイド"から転じたものである。

## モデル一覧

### TZM150R
タイを筆頭に150ccを最大排気量とする東南アジア諸国向けに開発したモデルで、1994年に各仕向地に販売が開始された。主な競合車種は、タイホンダ製のNSR150（上位モデルのNSR150SPと一般モデルのNSR150RRがあった。）である。
- 1ST 4AP型 TZM150R　水冷クランクケースリードバルブ単気筒　149cc キャブレター
- 2ND 4HF型 TZM150R　水冷クランクケースリードバルブ単気筒　149cc キャブレター

### TZM50R
ヤマハ・YSRの後継車種で、1994年にヤマハ発動機から販売された国内向け専用の50ccのオートバイ車種である。日本国内の自動車排出ガス規制が強化された為、規制が施行される直前の1999年迄製造及び販売が行われた。詳しくは、こちらを参照の事。